# Лаконосовые
Лаконо́совые, или Лаконо́сные (лат. Phytolaccáceae) — семейство двудольных растений, входящее в порядок Гвоздичноцветные, распространённое в тропических и субтропических областях планеты, в основном в Америке. Среди представителей семейства имеются однолетние и многолетние травы, лианы, кустарники, полукустарники и небольшие деревья.

## Биологическое описание
Листья у представителей семейства очередные, цельные и цельнокрайные, как правило голые, часто без прилистников. Цветки собраны в верхоцветные или бокоцветные соцветия, мелкие, двуполые, редко однополые, как правило актиноморфные, в основном с прицветниками. Плод — ягода, орех, многоорешек или коробочка. Семена мелкие, с большим зародышем.

## Использование
Лаконос американский (Phytolacca americana L.) культивировался в Европе, начиная с восемнадцатого века, ради тёмно-красного сока ягод, использовавшегося для окраски вина. Позже выяснилось, что он ядовит и его использование для этой цели было прекращено. В настоящее время этот сок иногда применяют для окраски тканей в тёмно-бордовый цвет. Корень растения используют в лекарственных целях.

## Таксономия
Phytolaccaceae R.Br., Narrative of an Expedition to Explore the River Zaire 454. 1818.

### Синонимы
- Agdestidaceae Nakai (1942) — Агдестисовые
- Sarcocaceae Raf. (1837)

### Роды
Семейство включает 5 родов и около 33 видов: 
- Agdestis Moc. & Sessé ex DC. (1817) — Агдестис
- Anisomeria D.Don (1832) — Анизомерия
- Ercilla A.Juss. (1832) — Эрсилла
- Nowickea J.Martínez & J.A.McDonald (1989)
- Phytolacca L. (1753) — Лаконос, или Фитолакка

Роды, ранее относимые к лаконосовым, распределены по семействам Achatocarpaceae, Barbeuiaceae, Gisekiaceae, Lophiocarpaceae, Microteaceae, Petiveriaceae, Stegnospermataceae.